# Avvakoum

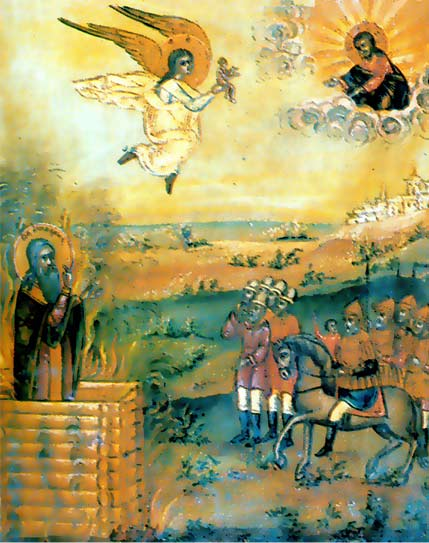
Icône montrant le martyre d'Avvakoum.

Avvakoum Petrov (Аввакум Петров) ou Avvakoum Petrovitch Kondratiev (Аввакум Петров Кондратьев) (né à Grigorovo (ru), près de Nijni Novgorod le 20 novembre 1620 ou 1621 et mort le 14 avril 1682 à Poustoziorsk (en), sur la Petchora) était un archiprêtre de la cathédrale de Kazan qui mena l'opposition aux réformes de l'église orthodoxe du patriarche Nikon. Son autobiographie et ses lettres au tsar, à la Boyarynya Morozova ainsi qu'aux autres vieux croyants sont considérées comme des chefs-d'œuvre de la littérature russe du XVIIe siècle.

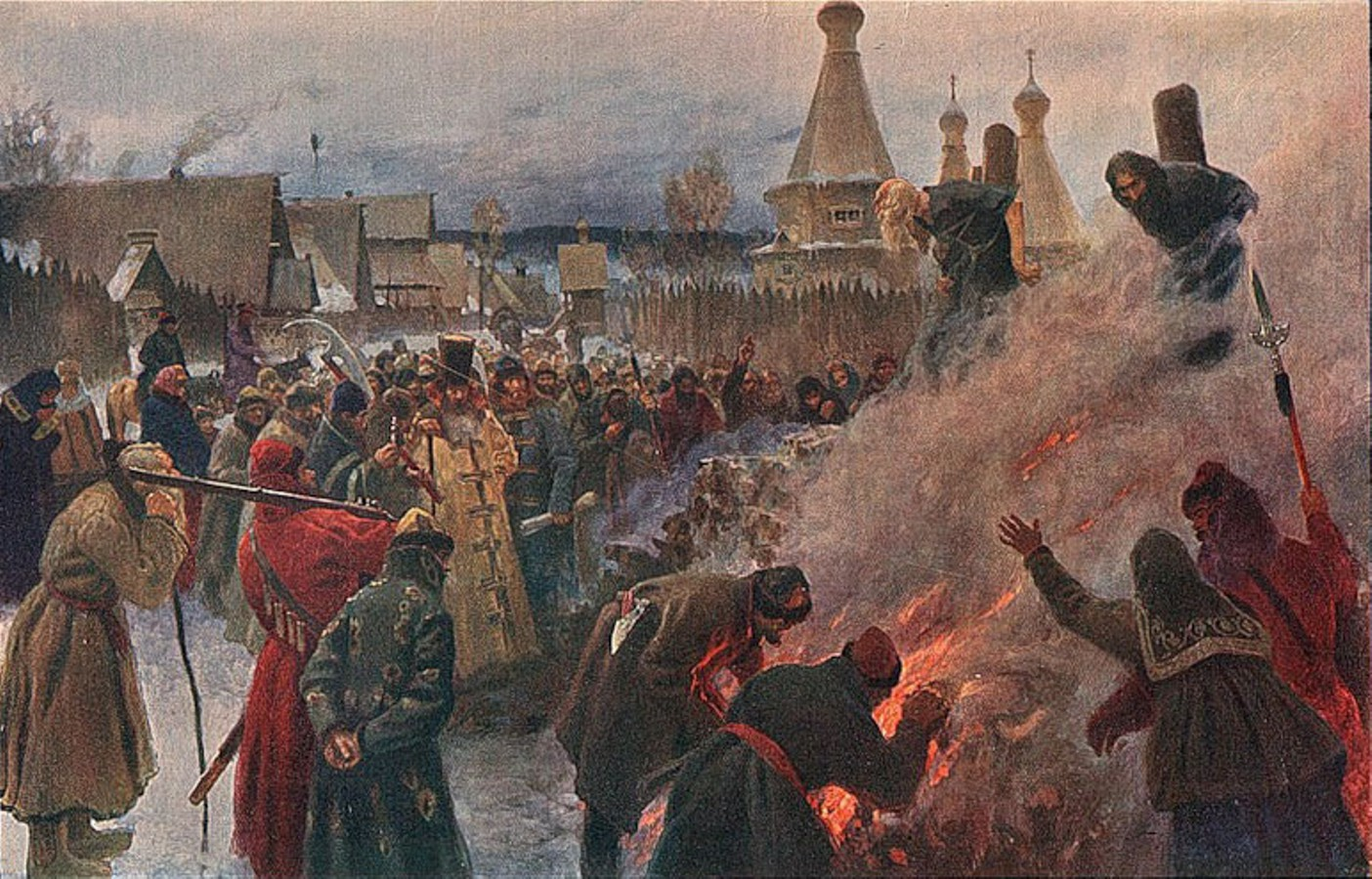
Immolation d'Avvakoum (1897), de Petr Miassoïedov.

## Biographie
Fils d'un pope alcoolique, Avvakoum et sa mère sont expulsés du village à la mort de celui-ci. Après son mariage, il est ordonné prêtre et chargé de la paroisse de Lopatichtchi (ru). Il s'y montre très exigeant à l'égard de ses ouailles qui le chassent en 1647. Il se rend alors à Moscou et rejoint le cercle des Amis de Dieu, formé d'ecclésiastiques dont Stépan Vonifatiev, confesseur du tsar Alexis, qui luttent pour la pureté et la perfection de la foi.
À partir de 1652, Nikon, en tant que patriarche de l'Église russe, lança un large ensemble de réformes de la liturgie russe. Ces réformes étaient globalement destinées à réunifier l'église avec les autres églises orthodoxes de l'Europe de l'est. Avvakoum, et d'autres s'opposèrent violemment à ces changements. Ils les voyaient comme une corruption de l'Église russe, qu'ils considéraient comme étant la vraie Église de Dieu. Les liturgies des autres églises étaient plus proches de Constantinople, et Avvakoum clamait que cette ville était tombée aux mains des Turcs à cause de pratiques et de croyances hérétiques.
À la suite de son opposition aux réformes, Avvakoum fut souvent emprisonné, avant d'être finalement brûlé sur ordre du tsar Fédor avec ses compagnons à Poustozersk, lieu où il avait été exilé par le gouvernement. L'endroit de son exécution est maintenant marqué d'une croix en bois. Cependant, des groupes continuèrent à rejeter les changements, ils en vinrent à être surnommés les vieux croyants.

## Son œuvre
L'autobiographie de Avvakoum, intitulée  Vie du protopope Avvakoum écrite par lui-même  raconte son emprisonnement et son exil en Russie de l'est, son amitié et sa rupture avec le tsar Alexis, ses exorcismes des démons et diables, enfin son admiration sans faille pour la nature et les autres manifestations de Dieu.
Ses textes en font le dernier des écrivains de la Russie ancienne s'exprimant en slavon et en russe.

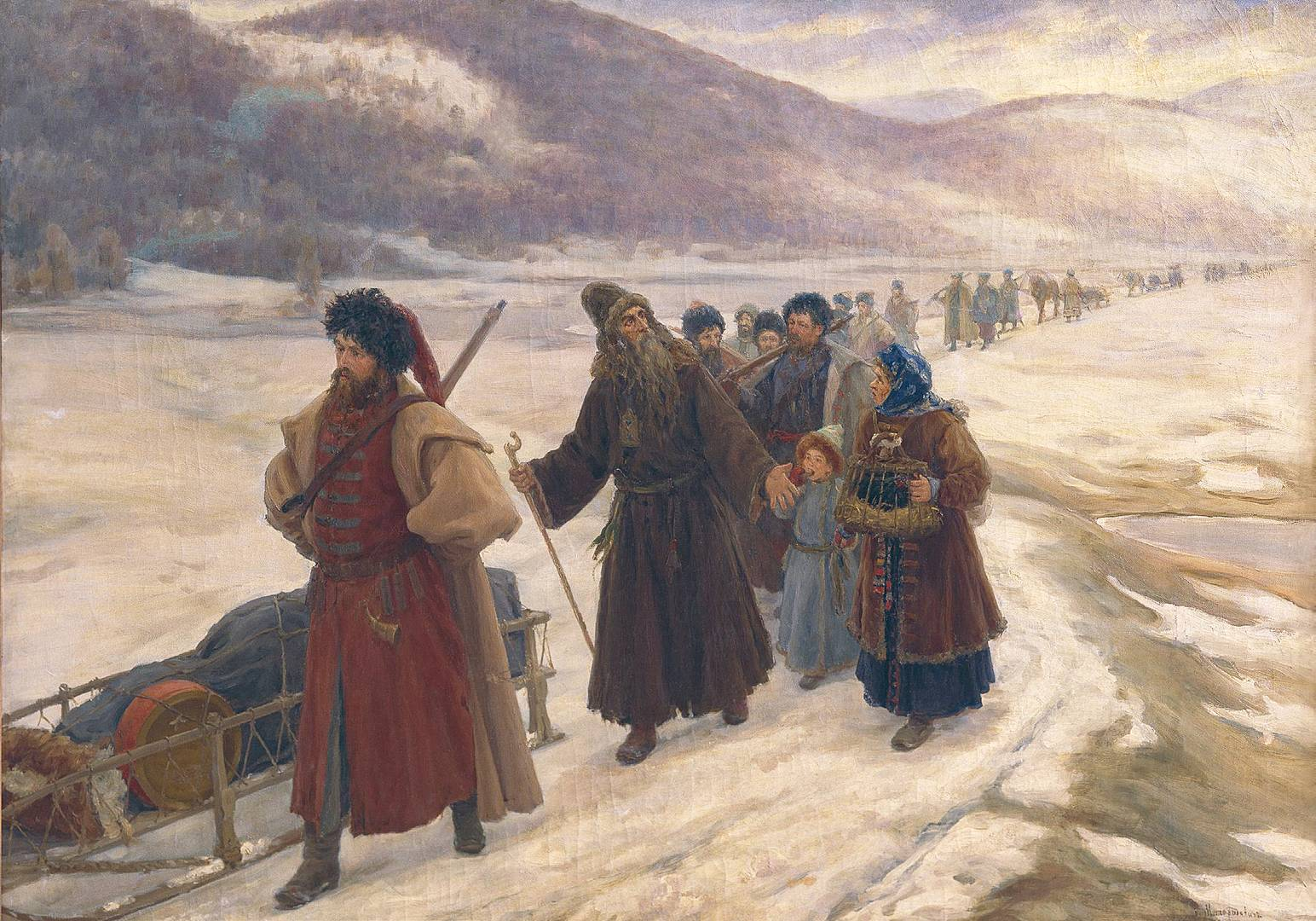
Exil d'Avvakoum en Sibérie.
S. Miloradovitch, 1898. Musée d'histoire des religions à Saint Pétersbourg.

Avvakoum montre dans son ouvrage son intelligence, des dons de prédicateur et de psychologue pénétrant, ses dons de l'écriture. Il raconte ses journées en prison, son long voyage à pied vers l'exil en Sibérie avec ses petits enfants dans un chariot. Il trace un tableau de la lutte menée contre les « Vieux-croyants » : comment on arrache la langue de celui qui refuse de réciter les prières dans leurs versions nouvelles, comment on coupe la main de celui qui ne fait pas le signe de la croix avec ses trois doigts.
L'histoire de la littérature russe s'intéresse à lui pour plusieurs raisons. C'est d'abord un excellent écrivain populaire et original. Mais vu la nouveauté de son genre les critiques s'interrogent sur ses sources éventuelles. Des rapprochements sont possibles avec des auteurs antérieurs mais Avvakoum reste le premier en ce qui concerne la richesse psychologique et son point de vue descriptif.
Au XIXe siècle sa modernité a été redécouverte par des écrivains tels que Tourgueniev, Dostoïevski, Tolstoï, Gorki. Ce fut une découverte à la fois humaine et littéraire. Dostoïevski remarque combien la traduction en russe moderne fait perdre au texte.